# Aberratio ictus
Die aberratio ictus (lat.; wörtlich: „Abirrung des Schlages“) ist im Strafrecht eine Form des Irrtums, bei der der vom Täter beabsichtigte Erfolg bei einem anderen als dem von ihm anvisierten Objekt eintritt.
Zur Veranschaulichung: A will B töten und schießt; B bückt sich in dem Moment, sodass die Kugel die dahinter stehende C trifft. Die Rechtsfolge besteht darin, dass Versuchsstrafbarkeit am anvisierten und Fahrlässigkeitsstrafbarkeit bezüglich des tatsächlich verletzten Rechtsguts in Betracht kommt. Der Irrtum ist als Unterfall des Tatbestandsirrtums beachtlich. 
Die aberratio ictus ist gegenüber dem ebenfalls strafbewehrten error in persona vel obiecto abzugrenzen, bei dem der Täter das Tatobjekt aufgrund einer Fehlidentifizierung verwechselt.

## Dieaberratio ictusbei ungleichwertigen Rechtsgütern
Unproblematisch ist die aberratio ictus, wenn die Tat einen anderen Straftatbestand verwirklicht, als den vom Täter verfolgten. Beispiel: Der Täter schießt auf einen Menschen, trifft aber aufgrund des Fehlgehens seines Schusses lediglich dessen Hund.
In solchen Fällen kommt ausschließlich eine versuchte Vorsatztat am anvisierten und, falls eine entsprechende Strafvorschrift existiert, eine vollendete Fahrlässigkeitstat am getroffenen Tatobjekt in Betracht. Im Beispielfall kann der Täter strafrechtlich somit nur wegen eines versuchten Tötungsdelikts bestraft werden, nicht aber wegen der Tötung des Hundes, da eine fahrlässige Sachbeschädigung nicht strafbar ist.
Etwas anderes würde gelten, wenn der Täter die Verletzung des getroffenen Rechtssubjekts in Kauf genommen, mithin mit Eventualvorsatz gehandelt hätte („einen von den beiden erwische ich“), denn in dem Fall läge kein Irrtum vor, sodass aus vollendetem Vorsatzdelikt bestraft werden könnte.

## Dieaberratio ictusbei gleichwertigen Rechtsgütern
Umstritten ist, wie ein Fehlgehen der Tat rechtlich zu behandeln ist, wenn das getroffene und das anvisierte Tatobjekt gleichwertig sind. Beispiel: Der Täter erschießt anstatt des anvisierten Erzfeindes dessen Freund, der neben ihm steht. Zur Beurteilung der Rechtsfolgen haben sich mehrere Theorien herausgebildet.

### Äquivalenztheorie/Gleichwertigkeitstheorie
Ein Teil der strafrechtlichen Literatur geht davon aus, dass ein Irrtum bei Gleichwertigkeit der Tatobjekte unerheblich sei. Wenn der Täter eine andere als die anvisierte Person trifft, liegt nach dieser Theorie ein Vorsatzdelikt vor. Der Täter habe einen Menschen treffen wollen und dies auch verwirklicht. Diese Ansicht wird als „formelle Äquivalenztheorie“ bezeichnet.
Gegen diese Ansicht wird angeführt, dass sie keine Abgrenzung zum error in persona vollzöge. Letzterer sei ein reiner Motivirrtum, während bei ersterem sich der Täter auch über den tatsächlichen Kausalverlauf irre. Außerdem widerspreche diese Ansicht den Regeln der objektiven Zurechnung. Der Täter könne nicht für einen beliebigen Erfolg haftbar gemacht werden, weil er einen Erfolg der gleichen Art herbeiführen wollte. Er müsste vielmehr das Eintreten des konkreten, durch seine Handlung verursachten Erfolgs erwartet haben.
Eine Abwandlung dieser Theorie, die als „materielle Äquivalenztheorie“ bezeichnet wird, zieht die Grundsätze der formellen Gleichwertigkeitstheorie/Äquivalenztheorie nur in den Fällen heran, in denen keine höchstpersönlichen Rechtsgüter (Leben, Gesundheit, Freiheit und Ehre) betroffen sind. Wenn ein höchstpersönliches Rechtsgut betroffen ist, ist der Täter lediglich wegen eines Versuchs und eines Fahrlässigkeitsdeliktes strafbar. Dies wird damit begründet, dass es dem Täter bei einem höchstpersönlichen Rechtsgut gerade auf die Person ankommt. Der Vorsatz sei also stärker an die Person des Opfers gebunden als bei Taten, die nicht höchstpersönliche Rechtsgüter betreffen. Bei diesen sei der Vorsatz in erster Linie auf das Objekt, nicht auf die Person dahinter gerichtet.
Gegen diese Abwandlung wird angeführt, dass sie das Problem der Gleichwertigkeitstheorie nicht löse, sondern nur beschränke. Auch hier werde ein Vorsatz konstruiert, wo keiner existiere.

### Adäquanztheorie
Eine weitere Theorie (Adäquanztheorie) behandelt die aberratio ictus als einen Unterfall des Irrtums über den Kausalverlauf. Die Abweichung ist dann unerheblich, wenn sie vorhersehbar war. Bei einem inadäquaten Kausalverlauf liegt somit lediglich ein Versuch und eventuell eine Fahrlässigkeitstat vor.
Diese Theorie wird mit dem Argument kritisiert, dass keine Abweichung im Kausalverlauf eingetreten ist. Schließlich ist die Verletzung genau so eingetreten wie geplant, nur am falschen Objekt. Der Verlauf der Tat war also so wie geplant.

### Konkretisierungstheorie
Die herrschende Meinung sieht die aberratio ictus stets als relevant an. Der Täter hatte seine Tat auf ein bestimmtes Ziel konkretisiert, dieses aber nicht getroffen. Demnach kann der Täter nicht wegen eines vollendeten vorsätzlichen Delikts bestraft werden. Bezüglich des getroffenen Objektes fehlt ihm der Vorsatz (§ 16 Abs. 1 StGB), bezüglich des anvisierten Objektes fehlt es am Erfolg. Somit kann der Täter nur wegen Versuchs hinsichtlich des anvisierten und gegebenenfalls wegen Fahrlässigkeit hinsichtlich des getroffenen Objekts bestraft werden.

## Ausnahmen der herrschenden Meinung
Eine Ausnahme vom Grundsatz, dass eine aberratio ictus die Strafbarkeit wegen vollendeter Vorsatztat ausschließt, ist nach herrschender Auffassung gegeben, wenn der verwirklichte Straftatbestand neben Individualrechtsgütern auch überindividuelle Rechtsgüter schützt, die Tatabweichung aber nur das Individualrechtsgut betrifft. Relevant kann das beispielsweise für die Anwendung des § 164 StGB (Falsche Verdächtigung), aber auch § 316a StGB (Räuberischer Angriff auf Kraftfahrer) sein.